# Маккэррон, Хлоя
Хло́я Маккэ́ррон (англ. Chloe McCarron; 22 декабря 1997, Колрейн, Северная Ирландия) — североирландская футболистка, полузащитник клуба «Гленторан» и сборной Северной Ирландии.

## Клубная карьера
Начала играть в футбол в детстве вместе с мальчиками в районе Ист-Энд родного города Колрейн, затем занималась в юношеских командах ФК «Колрейн» и академии Лиама Беккетта, после чего в 14 лет перешла во взрослую женскую команду «Баллимина Оллстарз». В ней провела один сезон, после чего перешла в «Мид-Ульстер». Выступала за «Мид-Ульстер» до тех пор, пока в 18 лет перешла в «Линфилд». В составе «Линфилда» трижды становилась победителем Женского Премьершипа Северной Ирландии, обладательницей Кубка лиги 2018 и признавалась в своей команде «Игроком года» сезона 2018/19. Играя за «Линфилд», принимала участие и в матчах Женской Лиги чемпионов УЕФА.
28 августа 2020 года перешла из «Линфилда» в клуб Женской суперлиги ФА «Бирмингем Сити». Контракт рассчитан на 2 года. Перейдя в «Бирмингем», стала первой в истории североирландской футболисткой, которая напрямую перешла из клуба Северной Ирландии сразу в клуб высшего дивизиона Англии. 6 сентября 2020 года дебютировала в составе «Бирмингем Сити» в рамках матча Женской суперлиги в выездной игре против «Брайтон энд Хоув Альбион» (0:2).
23 апреля 2021 года покинула «Бирмингем Сити», расторгнув с клубом контракт по обоюдному согласию. Всего в составе команды под руководством Карлы Уорд провела 12 матчей (включая 10 в Суперлиге), мячей не забивала.
14 июля 2021 года подписала контракт с чемпионом Северной Ирландии клубом «Гленторан».

## Карьера в сборной
В возрасте 13-ти лет начала играть в сборной Северной Ирландии до 15 лет. Затем с 2013 по 2016 гг. выступала в сборных Северной Ирландии до 17 и до 19 лет.
8 февраля 2015 года дебютировала за сборную Северной Ирландии в матче против сборной Шотландии (0:4); в итоге в 2015 году сыграла в трёх товарищеских матчах за сборную. После этого четыре года не привлекалась в сборную, пока 21 августа 2019 года не получила свой второй вызов от нового главного тренера Кенни Шилса (назначенного в мае 2019 года), для участия в матчах отборочного турнира к чемпионату Европы 2022 против сборных Норвегии (30 августа 2019) и Уэльса (3 сентября 2019). Свой четвертый матч за сборную провела 30 августа 2019 года в домашней игре против сборной Норвегии (0:6). 1 декабря 2020 года забила свой первый гол за сборную Северной Ирландии (в 13-й игре) в домашнем матче отборочного турнира к чемпионату Европы 2022 года против сборной Фарерских островов (5:1), отличившись на 56-й минуте игры с передачи Лорен Уэйд. В результате этой победы сборная Северной Ирландии впервые в истории гарантировала себе участие в матчах плей-офф.

## Статистика

### Клубная
| Выступление      | Выступление      | Выступление      | Лига | Лига | Кубок | Кубок | Кубок лиги | Кубок лиги | Итого | Итого |
| Клуб             | Лига             | Сезон            | Игры | Голы | Игры  | Голы  | Игры       | Голы       | Игры  | Голы  |
| ---------------- | ---------------- | ---------------- | ---- | ---- | ----- | ----- | ---------- | ---------- | ----- | ----- |
| Бирмингем Сити   | Суперлига        | 2020/21          | 10   | 0    | 0     | 0     | 2          | 0          | 12    | 0     |
| Бирмингем Сити   | Итого            | Итого            | 10   | 0    | 0     | 0     | 2          | 0          | 12    | 0     |
| Всего за карьеру | Всего за карьеру | Всего за карьеру | 10   | 0    | 0     | 0     | 2          | 0          | 12    | 0     |

### Голы за сборную
| № | Дата           | Стадион                             | Оппонент          | Счёт | Результат | Соревнование             | Прим.         |
| - | -------------- | ----------------------------------- | ----------------- | ---- | --------- | ------------------------ | ------------- |
| 1 | 1 декабря 2020 | «Сивью», Белфаст, Северная Ирландия | Фарерские острова | 3:1  | 5:1       | Отборочные матчи ЧЕ-2022 | [ 11 ] [ 12 ] |

## Достижения
«Линфилд»
- Победительница Женского Премьершипа (3): 2016/17, 2017/18, 2018/19[2]
- Обладательница Кубка лиги: 2018[2]